# Золотой орёл (кинопремия, 2023)
21-я церемония вручения наград премии «Золотой орёл» за заслуги в области российского кинематографа и телевидения за 2022 год состоялась 27 января 2023 года в первом павильоне киноконцерна «Мосфильм». Номинанты были объявлены 26 декабря 2022 года.
Наибольшим числом номинаций (12) был отмечен фильм режиссёра Алексея Сидорова «Чемпион мира».

## Статистика
Количество наград/номинаций:
Кино:
- 5/12: «Чемпион мира»
- 4/10: «Сердце Пармы»
- 2/7: «Однажды в пустыне»
- 3/6: «Здоровый человек»
- 0/7: «Первый Оскар»

Телевидение:
- 2/3: «Алиби»
- 1/3: «Елизавета»
- 1/2: «Нулевой пациент» / «Художник»
- 0/2: «Ваша честь» / «Исправление и наказание»

## Список лауреатов и номинантов
• Лауреаты выделены отдельным цветом. 
| Категории | Лауреаты и номинанты |
| --- | --- |
| Лучший игровой фильм | |
| • Чемпион мира (режиссёр: Алексей Сидоров; продюсеры: Леонид Верещагин, Алексей Сидоров, Антон Златопольский, Никита Михалков, Рафаел Минасбекян) | |
| • Однажды в пустыне (режиссёр: Андрей Кравчук; продюсер: Алексей Учитель)                                                                         | |
| • Первый Оскар (режиссёр: Сергей Мокрицкий; продюсеры: Наталья Мокрицкая, Вадим Верещагин)                                                        | |
| • Сердце Пармы (режиссёр: Антон Мегердичев; продюсеры: Владислав Ряшин, Игорь Толстунов, Антон Златопольский, Дарья Лаврова)                      | |
| • Здоровый человек (режиссёр: Пётр Тодоровский; продюсеры: Валерий Федорович, Иван Голомовзюк, Анна Гудкова, Евгений Никишов)                     | |
| Лучший сериал онлайн-платформы | • Художник (режиссёр: Тимур Алпатов; продюсеры: Тимур Вайнштейн, Антон Златопольский, Юлия Сумачёва)                                                              |
| Лучший сериал онлайн-платформы | • Ваша честь (режиссёр: Константин Статский; продюсеры: Вячеслав Муругов, Владимир Тюлин)                                                                         |
| Лучший сериал онлайн-платформы | • Нулевой пациент (режиссёры: Сергей Трофимов, Евгений Стычкин; продюсеры: Александра Ремизова, Ольга Филипук, Александр Цекало, Иван Самохвалов, Олег Маловичко) |
| Лучший телевизионный сериал | • Алиби (режиссёр: Нурбек Эген; продюсер: Александр Цекало) |
| Лучший телевизионный сериал | • Исправление и наказание (режиссёр: Анна Пармас; продюсеры: Артём Логинов, Антон Щукин, Александр Дулерайн, Антон Зайцев)                                        |
| Лучший телевизионный сериал | • Елизавета (режиссёр: Дмитрий Иосифов; продюсер: Антон Златопольский, Александр Акопов, Наталия Шнейдерова)                                                      |
| Лучший неигровой фильм | • Фаза Луны (режиссёр: Андрей Осипов) |
| Лучший неигровой фильм | • Балабанов. Колокольня. Реквием (режиссёр: Любовь Аркус) |
| Лучший неигровой фильм | • Голоса Арктики (режиссёр: Иван Вдовин) |
| Лучший короткометражный фильм | • А (режиссёр: Татьяна Жукова) |
| Лучший короткометражный фильм | • Рыбалка (режиссёр: Георгий Болдугеров) |
| Лучший короткометражный фильм | • Слезы капали в фо-бо (режиссёр: Сергей Филатов) |
| Лучший анимационный фильм | • Финник (режиссёр: Денис Чернов) |
| Лучший анимационный фильм | • Огурцы (режиссёр: Леонид Шмельков) |
| Лучший анимационный фильм | • Синий лев (режиссёр: Зоя Трофимова) |
| Лучшая режиссёрская работа | • Алексей Сидоров — «Чемпион мира» |
| Лучшая режиссёрская работа | • Андрей Кравчук — «Пётр I: Последний царь и первый император» |
| Лучшая режиссёрская работа | • Пётр Тодоровский — «Здоровый человек» |
| Лучший сценарий | • Пётр Тодоровский — «Здоровый человек» |
| Лучший сценарий | • Ариф Алиев — «Однажды в пустыне» |
| Лучший сценарий | • Алексей Сидоров — «Чемпион мира» |
| Лучшая операторская работа | • Михаил Милашин — «Чемпион мира» |
| Лучшая операторская работа | • Андрей Найдёнов, Егор Повалоцкий — «Первый Оскар» |
| Лучшая операторская работа | • Морад Абдель Фатах — «Однажды в пустыне» |
| Лучшая музыка к фильму | • Артём Васильев — «Чемпион мира» |
| Лучшая музыка к фильму | • Игорь Вдовин — «Сердце Пармы» |
| Лучшая музыка к фильму | • Кузьма Бодров — «Однажды в пустыне» |
| Лучшая работа художника-постановщика | • Владимир Трапезников, Павел Новиков — «Сердце Пармы» |
| Лучшая работа художника-постановщика | • Сергей Агин — «Чемпион мира» |
| Лучшая работа художника-постановщика | • Любовь Иванова, Валерий Архипов — «Первый Оскар» |
| Лучшая мужская роль в кино | • Иван Янковский — «Чемпион мира» |
| Лучшая мужская роль в кино | • Никита Ефремов — «Здоровый человек» |
| Лучшая мужская роль в кино | • Антон Момот — «Первый Оскар» |
| Лучшая женская роль в кино | • Ирина Старшенбаум — «Здоровый человек» |
| Лучшая женская роль в кино | • Елена Ербакова — «Сердце Пармы» |
| Лучшая женская роль в кино | • Дарья Жовнер — «Первый Оскар» |
| Лучшая мужская роль второго плана | • Евгений Миронов — «Сердце Пармы» |
| Лучшая мужская роль второго плана | • Владимир Вдовиченков — «Чемпион мира» |
| Лучшая мужская роль второго плана | • Андрей Мерзликин — «Первый Оскар» |
| Лучшая женская роль второго плана | • Дарья Балабанова — «Здоровый человек» |
| Лучшая женская роль второго плана | • Ольга Лапшина — «Огород» |
| Лучшая женская роль второго плана | • Елена Панова — «Сердце Пармы» |
| Лучшая мужская роль на телевидении | • Евгений Стычкин — «Алиби» |
| Лучшая мужская роль на телевидении | • Александр Балуев — «Елизавета» |
| Лучшая мужская роль на телевидении | • Игорь Петренко — «Начальник разведки» |
| Лучшая женская роль на телевидении | • Юлия Хлынина — «Елизавета» |
| Лучшая женская роль на телевидении | • Анна Михалкова — «Исправление и наказание» |
| Лучшая женская роль на телевидении | • Ольга Сутулова — «Алиби» |
| Лучший актёр онлайн-сериала | • Никита Ефремов — «Нулевой пациент» |
| Лучший актёр онлайн-сериала | • Александр Горбатов — «Художник» |
| Лучший актёр онлайн-сериала | • Олег Меньшиков — «Ваша честь» |
| Лучшая актриса онлайн-сериала | • Анна Михалкова — «Алиса не может ждать» |
| Лучшая актриса онлайн-сериала | • Светлана Иванова — «Собор» |
| Лучшая актриса онлайн-сериала | • Анна Слю — «Выжившие» |
| Лучший монтаж фильма | • Александр Кошелев — «Однажды в пустыне» |
| Лучший монтаж фильма | • Антон Мегердичев — «Сердце Пармы» |
| Лучший монтаж фильма | • Дмитрий Корабельников — «Чемпион мира» |
| Лучшая работа звукорежиссёра | • Ростислав Алимов (Студия Атмосфера) — «Сердце Пармы» |
| Лучшая работа звукорежиссёра | • Павел Дореули (Студия Атмосфера) — «Однажды в пустыне» |
| Лучшая работа звукорежиссёра | • Алексей Самоделко — «Чемпион мира» |
| Лучшая работа художника по костюмам | • Екатерина Дыминская — «Сердце Пармы» |
| Лучшая работа художника по костюмам | • Алексей Камышов — «Первый Оскар» |
| Лучшая работа художника по костюмам | • Ульяна Полянская — «Чемпион мира» |
| Лучшие визуальные эффекты | • Студия Cyber post — «Однажды в пустыне» |
| Лучшие визуальные эффекты | • Студия Amalgama VFX — «Сердце Пармы» |
| Лучшие визуальные эффекты | • Компания CGF — «Чемпион мира» |

### Специальная награда
- За вклад в российский кинематограф — Владимир Наумов 
(Награду вручал Карен Шахназаров)